# Arnold van Keppel, 1. Earl of Albemarle

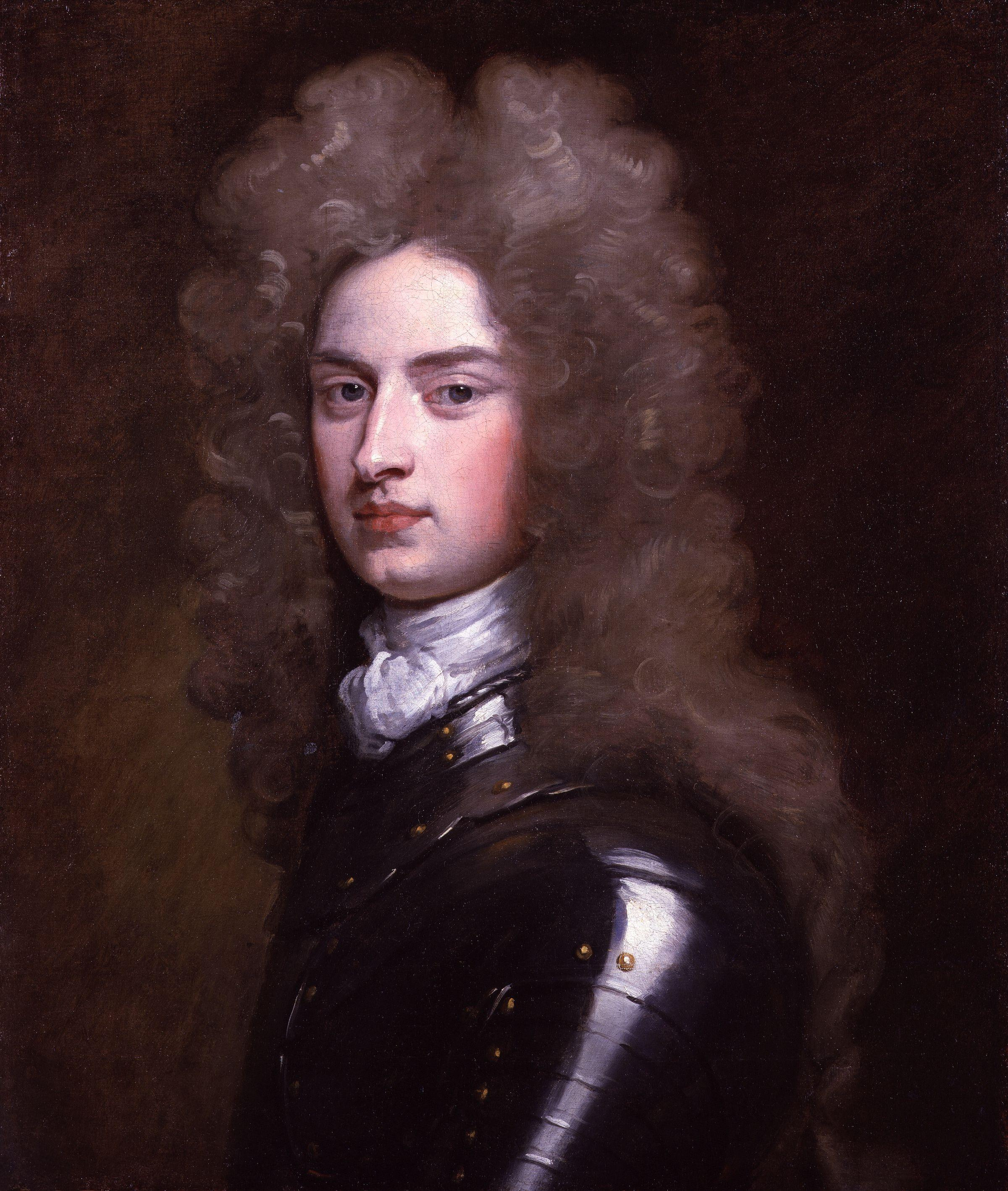
Arnold van Keppel, 1. Earl of Albemarle; Ölgemälde um 1700

Arnold Joost van Keppel, 1. Earl of Albemarle KG (* 1669 in Zutphen; † 30. Mai 1718 in Den Haag) aus dem Adelsgeschlecht Keppel war ein niederländischer Adeliger im Dienst Wilhelms von Oranien. Als dieser englischer König wurde, begleitete ihn Keppel nach England. Er stieg zum einflussreichen Favoriten des Königs auf. Nach dessen Tod kehrte er in die Niederlande zurück und stieg dort zum hohen Militär auf. Er verlor 1712 während des Spanischen Erbfolgekrieges die entscheidende Schlacht bei Denain, die zum Austritt der Niederlande aus der Kriegskoalition führte.

## Familie
Keppel war der mittlere Sohn des Oswald van Keppel und der Anna Geertruid van Lintelo tot de Mars. Er war selbst mit Geertruid Adam van der Duynn verheiratet. Neben einer Tochter ging der Sohn William Anne aus der Ehe hervor.

## Leben

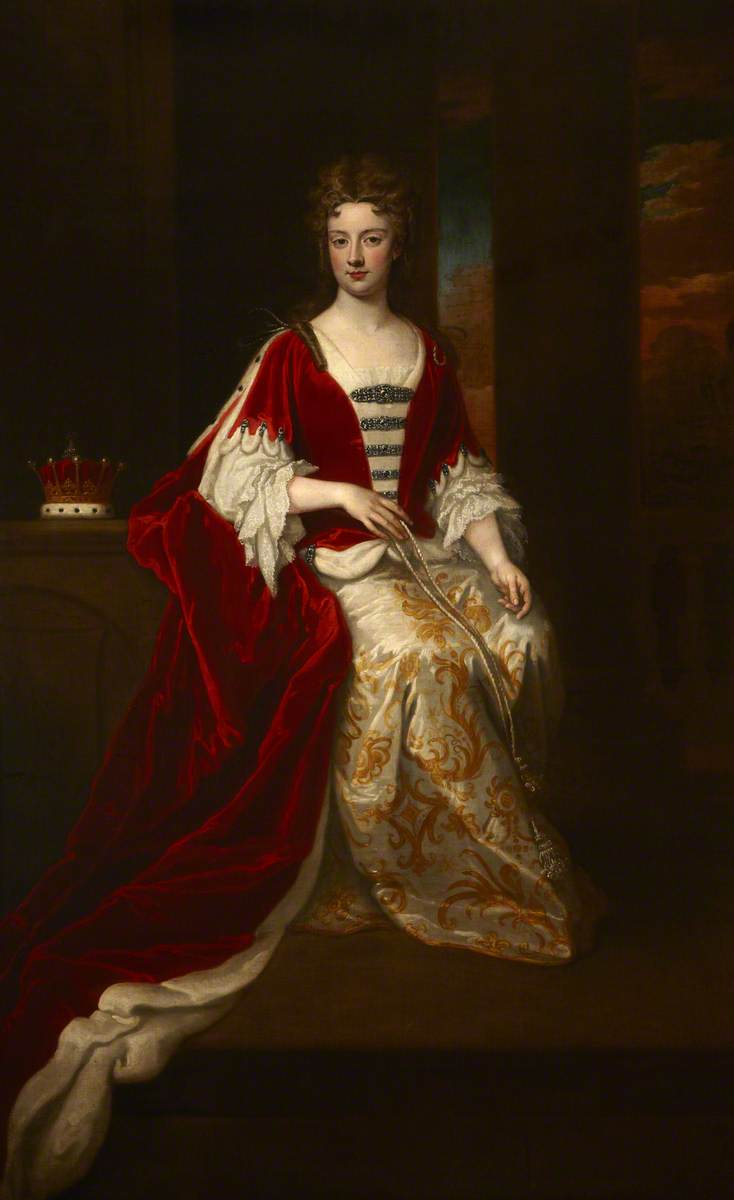
Godfrey Kneller, Geertruid Johanna de Quirina van der Duyn, um 1700

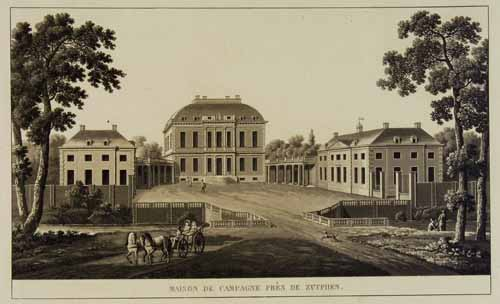
Keppels Landsitz Huis De Voorst

Er trat als Page in den Dienst des Statthalters Wilhelm und folgte diesem, nachdem dieser König geworden war, 1688 nach England. Er bekam einen Posten als Kammerherr. Nach einem Jagdunfall kam er in näheren Kontakt mit dem König, wurde sein Favorit und mit verschiedenen Aufgaben betraut. Unter anderem diente er als eine Art inoffizieller Sekretär für niederländische Fragen.
Die Zeitgenossen vermuteten eine homosexuelle Beziehung zum König. Liselotte von der Pfalz behauptete, dass der König in Keppel wie „von einer Dame verliebt“ gewesen sein soll und ihm in der Öffentlichkeit die Hände geküsst hätte. Auch neuere Arbeiten gehen vor allem für die Zeit nach dem Tod der Königin Maria 1694 von einer homosexuellen Beziehung aus. Einige andere Studien halten es dagegen für nicht bewiesen, dass eine homosexuelle Beziehung bestanden hätte. Keppel rivalisierte mit Johann Wilhelm Bentinck, 1. Earl of Portland, um die Gunst des Königs. Immerhin war die Zuneigung zu seinem neuen Favoriten so groß, dass der König Bentinck, einen Freund aus Kindertagen und seit 1666 seine rechte Hand, fallen ließ.
Am Hof des Königs stieg Keppel auf und wurde 1695 Master of the Robes. Damit hatte er auch offiziell täglich ungehinderten Zugang zum König. Dies verschaffte ihm starken politischen Einfluss. Zwischenzeitlich begleitete er den König auf verschiedenen Feldzügen und stand dabei teils in englischen, teils in niederländischen Diensten. Er war 1697 Major-General, Colonel verschiedener Regimenter und Gouverneur von ’s-Hertogenbosch. Der König machte ihn 1696 zum Viscount Bury in Lancashire und zum Baron Ashford, of Ashford, Kent. Im Februar 1697 folgte die Erhebung zum Earl of Albemarle. Im Jahr 1699 wurde Keppel Colonel des 1st Troop of Horse Guards.
Als der König im Jahr 1700 van Keppel großen Grundbesitz in Irland schenken wollte, legte das Parlament Einspruch ein. Stattdessen erhielt er 50.000 Pfund. Außerdem wurde er Ritter des Hosenbandordens. In den Niederlanden ließ er ab 1696 das Schloss Huis De Voorst erbauen.
Er wurde 1702 nach Holland gesandt, um den nächsten Feldzug des Königs vorzubereiten. Als er zurückkam, lag der König nach einem Sturz vom Pferd im Sterben. Er vermachte ihm 200.000 Gulden und Landbesitz. Als man Liselotte von der Pfalz in Paris berichtete, dass der Earl of Albemarle „vor Herzeleid fast gestorben“ sei, notierte sie mit Blick auf den Tod ihres Mannes Philippe I. von Orléans (und dem Verhalten von dessen „Favoriten“) im Vorjahr trocken: „Solche freündschafft haben wir hir bey meinem herrn nicht gesehen...“
Danach kehrte Keppel in die Niederlande zurück. Er nahm seinen Sitz als Adeliger im niederländischen Parlament, den Generalstaaten, ein. Außerdem wurde er Kavalleriegeneral der niederländischen Armee. Er nahm seit 1703 am Spanischen Erbfolgekrieg teil. Keppel war 1706 bei der Schlacht bei Ramillies und 1708 bei der Schlacht bei Oudenaarde dabei. Er befehligte 1710 die alliierten Truppen bei der Belagerung von Aire. Ein Jahr später kommandierte er das zweite Treffen in der Armee von John Churchill, 1. Duke of Marlborough. Im Jahr 1712 war er Befehlshaber der niederländischen Armee. Er wurde von Claude-Louis-Hector de Villars in der entscheidenden Schlacht bei Denain geschlagen und geriet in Kriegsgefangenschaft. Nach seiner Freilassung kehrte er in die Niederlande zurück.